# Benedetto Luschino
Benedetto Luschino (o Luschini) (Firenze, 1470 – post 1550) è stato uno scrittore italiano, frate domenicano.

## Biografia
Nacque a Firenze, nel quartiere di Santa Croce, nel 1470, da un padre orafo. Da giovane lavorò come miniatore e cartolaio, e a partire dal 1489 fu un membro della Confraternita laicale fiorentina nota come "Buca di San Paolo". In quegli stessi anni si dedicò anche allo studio della musica e al canto. Si guadagnò il soprannome di Bettuccio e in più di un'occasione si fece notare per il carattere irrequieto e turbolento.
Nella quaresima del 1494 assistette ad una predica del noto frate domenicano Girolamo Savonarola, che - a quanto lui stesso racconta - lo indusse ad entrare in religione. Nel novembre del 1495 Luschino ricevette l'abito domenicano nel convento di San Marco dalle mani dello stesso Savonarola e un anno più tardi emise la professione, che completò la sua entrata nell'ordine. Da quel momento in poi, Benedetto divenne uno dei più fedeli e appassionati seguaci di fra Girolamo (i cosiddetti piagnoni), e visse al suo fianco le vicende tumultuose che nel 1498 portarono all'arresto e alla morte sul rogo di Savonarola e di due confratelli.
Profondamente segnato dalla morte di quello che considerava il suo maestro, Luschino lasciò Firenze e dedicò tutta la sua vita successiva a scrivere opere in difesa della memoria savonaroliana, a partire dal Razionale, redatto in forma anonima intorno al 1500 per sfuggire alle persecuzioni di cui all'epoca erano vittime i seguaci di Savonarola. Nel 1509 fra Benedetto si macchiò di un omicidio preterintenzionale che gli costò la condanna al carcere al vita (tuttavia non interamente scontata), ma la prigionia non fece che incoraggiare la sua produzione letteraria filo-savonaroliana. Molte sono le opere da lui scritte in questi anni per difendere Savonarola ed accusare i suoi nemici, primo fra tutti i Vulnera diligentis, uno scritto in tre libri redatto in forma dialogica tra 1518 e 1523.
Non sappiamo quando Luschino uscì di prigione, ma tra 1548 e 1550 - ormai ottantenne e uscito dall'ordine - si rese protagonista di una nuova disputa in difesa del suo antico maestro, questa volta contro l'attacco del vescovo domenicano Ambrogio Catarino Politi. Dopo quella data, non abbiamo più sue notizie.

## Opere
- Il razionale (Trialogo dell'uomo carnale e razionale), 1500 circa
- Cedrus Libani, 1510
- Fasciculus mirrhae, 1514
- Fons vitae, 1513-1518 circa
- Vulnera diligentis, 1518-1523
- Risposta contro al libello di Ambrosio Caterino de' Puliti, 1548
- Apologia contra Ambrosio Catharino Polito, 1550

## Edizioni
- Vincenzo Marchese, Cedrus Libani, ossia la vita di fra Girolamo Savonarola scritta da fra' Benedetto da Firenze, in *"Archivio Storico Italiano", App. VII (1849), pp. 41-95
- Mario Ferrara, Per la storia del proverbio nel sec. XVI. Frate Benedetto da Firenze e la sua "Divisio proverbiosa", Lucca, 1925
- Benedetto Luschino, Vulnera diligentis, a cura di Stefano Dall'Aglio, Firenze, SISMEL-Edizioni del Galluzzo, 2002 («Savonarola e la Toscana», XVII)
- Stefano Dall'Aglio, Catarino contro Savonarola: reazioni e polemiche, in "Archivio Storico Italiano", CLXIV (2006), pp. 55-127